# Rhamphomyia clavator
Rhamphomyia clavator är en tvåvingeart som beskrevs av Daniel William Coquillett 1901. Rhamphomyia clavator ingår i släktet Rhamphomyia och familjen dansflugor.
Artens utbredningsområde är Alaska. Inga underarter finns listade i Catalogue of Life.